# به خانه برگرد گری
به خانه برگرد گُری (ایتالیایی: Ritorno a casa Gori) یک فیلم کمدی ایتالیایی به کارگردانی آلساندرو بنونوتی است که در سال ۱۹۹۶ منتشر شد. این فیلم، دنباله‌ای برای فیلم به خانه خوش آمدی گری بود.

## بازیگران
- کارلو مونی
- ماسیمو چکرینی
- ایلاریا اوکینی
- نوولو نوولی
- آتینا چنچی
- آلساندرو هابر
- سابرینا فریلی
- آلساندرو بنونوتی
- آلساندرو پاچی
- ساندرو گیانی